# Pantelejmon (Rożnowski)
Pantelejmon, imię świeckie Paweł Stefanowicz Rożnowski (ur. 15 października?/27 października 1867 w guberni witebskiej, zm. 30 grudnia 1950 w okolicach Monachium) – rosyjski biskup prawosławny. 

## Życiorys
Ukończył szkołę realną w Niżnym Nowogrodzie, a następnie wojskową szkołę inżynierską w Mikołajowie. Uzyskał stopień oficerski i został zawodowym żołnierzem. W 1895 złożył dymisję z armii rosyjskiej i wstąpił na kurs misjonarski przy Kazańskiej Akademii Duchownej. Po ich ukończeniu wstąpił do monasteru Przemienienia Pańskiego w Kazaniu, gdzie 15 września 1897 złożył śluby wieczyste, a następnie przyjął święcenia kapłańskie. Już w roku następnym został wyznaczony przełożonym skitu Świętych Niewiast Niosących Wonności w Kazaniu, zaś w 1900 otrzymał godność ihumena. W 1904, już jako archimandryta, został przełożonym monasteru św. Jana Miłościwego w Zahajcach, którą to funkcję wypełniał przez rok. W 1905 przeniesiony do Markowskiego Monasteru Świętej Trójcy w Witebsku, ponownie jako przełożony wspólnoty. 
2 czerwca 1913 został konsekrowany na biskupa dźwińskiego. W 1918 przeniesiony na katedrę pińską i nowogródzką. Część jego eparchii znalazła się w granicach II Rzeczypospolitej. W związku z tym władze polskie prowadziły z nim – podobnie jak z metropolitą Jerzym (Jaroszewskim) oraz arcybiskupem Dionizym (Waledyńskim) – rozmowy w sprawie działań na rzecz autokefalizacji Kościoła prawosławnego w Polsce. Początkowo biskup Pantelejmon uważał taki kierunek rozwoju prawosławia w Polsce za konieczny dla pozytywnego ułożenia stosunków z rządem polskim. W oświadczeniu złożonym w 1921 na ręce ministra wymienieni trzej hierarchowie stwierdzili, że radzi są poświęcić się pracy na korzyść Cerkwi na podstawie autokefalii. Jednak jeszcze w tym samym roku hierarcha zmienił swoje stanowisko na niechętne autokefalii. W roku następnym natomiast stanowczo zaprotestował przeciw wprowadzeniu jako podstawy stosunków między rządem a Kościołem prawosławnym Tymczasowych przepisów o stosunku rządu do Kościoła prawosławnego w Polsce. Dokument ten uznał za próbę objęcia przez państwo całkowitej kontroli nad prawosławiem w Polsce. Taka postawa sprawiła, że został usunięty z katedry i zmuszony do zamieszkania w monasterze w Mielcach, a następnie w Żyrowiczach. 
W 1940 mianowany biskupem grodzieńskim i baranowickim przez metropolitę moskiewskiego Sergiusza (Stragorodskiego), pełniącego obowiązki patriarchy Moskwy. Rok później został podniesiony do godności arcybiskupa i otrzymał tytuł egzarchy Mińska i całej Białorusi, stojąc na czele Egzarchatu Białoruskiego Patriarchatu Moskiewskiego. W marcu 1942 sobór duchowieństwa i świeckich, który powołał do życia niekanoniczny Białoruski Kościół Prawosławny, ogłosił go jego zwierzchnikiem z tytułem metropolity. Jednak po dwóch miesiącach, wobec nieprzychylności władz hitlerowskich w sprawie dążeń części Białorusinów do autokefalizacji Kościoła, na własną prośbę odszedł w stan spoczynku. Przebywał w różnych klasztorach na terytorium Białorusi do odwrotu wojsk niemieckich po klęsce na froncie wschodnim. Został wówczas ewakuowany do Niemiec, zamieszkał w Monachium, gdzie skontaktował się z soborem biskupów Rosyjskiego Kościoła Prawosławnego poza granicami Rosji z prośbą o przyjęcie w poczet jego hierarchii. Została ona spełniona; w Cerkwi Zagranicznej arcybiskup Pantelejmon pozostawał do swojej śmierci w 1950.